# Recoules-d’Aubrac
Recoules-d’Aubrac ist eine französische Gemeinde mit 164 Einwohnern (Stand 1. Januar 2022) im Département Lozère in der Region Okzitanien. Sie gehört zum Arrondissement Mende und zum Kanton Peyre en Aubrac. 

## Lage
Die Gemeinde liegt im Zentralmassiv, in der Landschaft Aubrac. Das Gemeindegebiet gehört zum Regionalen Naturpark Aubrac.
Sie grenzt im Westen an Saint-Urcize, im Norden an Grandvals, im Nordosten an Brion und im Osten und im Süden an Nasbinals.

## Bevölkerungsentwicklung

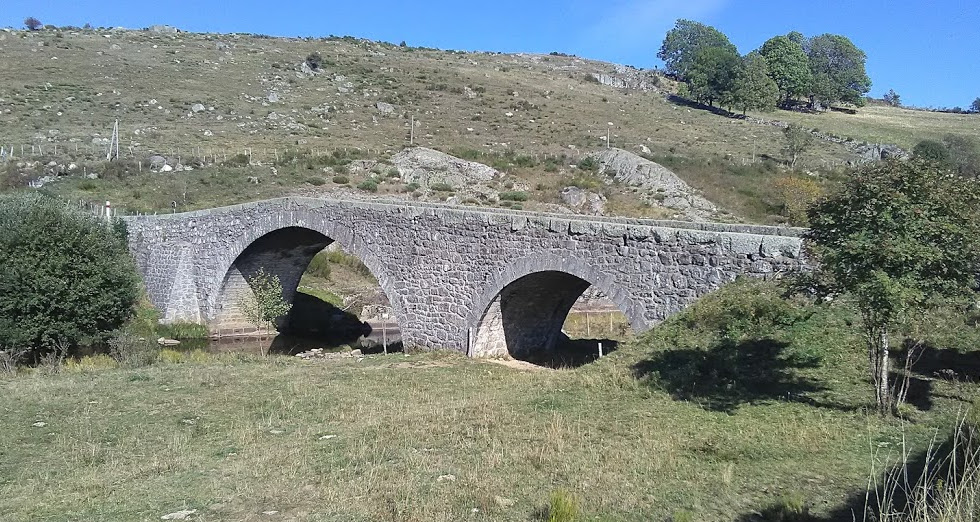
Brücke über den Fluss Bès

| Jahr      | 1962 | 1968 | 1975 | 1982 | 1990 | 1999 | 2008 | 2018 |
| --------- | ---- | ---- | ---- | ---- | ---- | ---- | ---- | ---- |
| Einwohner | 337  | 300  | 301  | 281  | 284  | 272  | 243  | 179  |